# Clássicas das Ardenas
As Clássicas das Ardenas (também conhecidas como a Trilogia das Ardenas ou o Tríptico das Ardenas) são três corridas de ciclismo que se disputam a cada ano no mês de abril na zona das Ardenas: Amstel Gold Race, Flecha Valona e Liège-Bastogne-Liège. As três clássicas, de reconhecido prestígio e tradição, disputam-se nessa ordem numa mesma semana.

## Ordem de realização
| Corrida                         | País          | Data                           | Mais vitórias      | Nº vitórias |
| ------------------------------- | ------------- | ------------------------------ | ------------------ | ----------- |
| Amstel Gold Race                | Países Baixos | Terceiro domingo de abril      | Jan Raas           | 5           |
| Flecha Valona (Flèche Wallonne) | Bélgica       | Terceira quarta-feira de abril | Alejandro Valverde | 5           |
| Liège-Bastogne-Liège            | Bélgica       | Quarto domingo de abril        | Eddy Merckx        | 5           |

## Palmarés

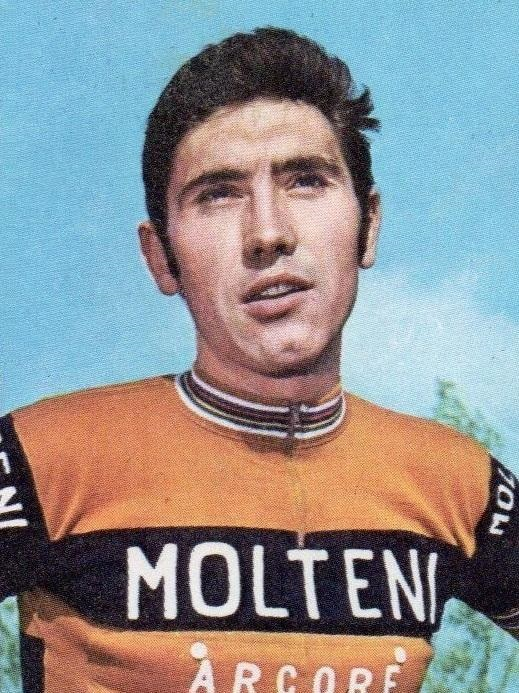
Eddy Merckx ganhou um recorde de 10 Clássicos de Ardennes

Sete corredores têm conseguido o fim de semana ardenés (doblete Flecha Valona-Liège-Bastogne-Liège): Ferdi Kubler (1951, 1952), Stan Ockers (1955), Eddy Merckx (1972), Moreno Argentin (1991), Davide Rebellin (2004), Alejandro Valverde (2006, 2015, 2017) e Philippe Gilbert (2011). No caso dos dois primeiros foi um fim de semana real, enquanto os restantes fizeram-no no prazo dos quatro dias que separam na actualidade ambas provas.
Por sua vez, em 2004 o italiano Davide Rebellin levou a cabo um inédito triplete, pois ao fim de semana ardenés acrescentou a Amstel Gold Race, ganhando as três provas consecutivas. Este feito foi igualado em 2011 pelo belga Philippe Gilbert. Outros corredores que têm ganhado as três clássicas mas em diferente ano são Danilo Di Luca, Michele Bartoli, Eddy Merckx, e Bernard Hinault.
| Ano       | Amstel Gold Race     | Flecha Valona         | Liège-Bastogne-Liège            |
| --------- | -------------------- | --------------------- | ------------------------------- |
| 1892      |                      |                       | Léon Houa                       |
| 1893      |                      |                       | Léon Houa                       |
| 1894      |                      |                       | Léon Houa                       |
| 1895-1907 |                      |                       | Não disputadas                  |
| 1908      |                      |                       | André Trousselier               |
| 1909      |                      |                       | Victor Fastre                   |
| 1910      |                      |                       | Não disputada                   |
| 1911      |                      |                       | Joseph Van Daele                |
| 1912      |                      |                       | Omer Verschoore                 |
| 1913      |                      |                       | Maurits Moritz                  |
| 1914-1918 |                      |                       | Suspendidas                     |
| 1919      |                      |                       | Léon Devos                      |
| 1920      |                      |                       | Léon Scieur                     |
| 1921      |                      |                       | Louis Mottiat                   |
| 1922      |                      |                       | Louis Mottiat                   |
| 1923      |                      |                       | René Vermandel                  |
| 1924      |                      |                       | René Vermandel                  |
| 1925      |                      |                       | George Ronsse                   |
| 1926      |                      |                       | Dieudonne Smets                 |
| 1927      |                      |                       | Maurice Raes                    |
| 1928      |                      |                       | Ernest Mottard                  |
| 1929      |                      |                       | Alfons Schepers                 |
| 1930      |                      |                       | Hermann Buse                    |
| 1931      |                      |                       | Alfons Schepers                 |
| 1932      |                      |                       | Marcel Houyoux                  |
| 1933      |                      |                       | François Gardier                |
| 1934      |                      |                       | Theo Herckenrath                |
| 1935      |                      |                       | Alfons Schepers                 |
| 1936      |                      | Philémon De Meersman  | Albert Beckaert                 |
| 1937      |                      | Adolf Braeckeveldt    | Éloi Meulenberg                 |
| 1938      |                      | Émile Masson          | Alphons Deloor                  |
| 1939      |                      | Edmond Delathouwer    | Albert Ritserveldt              |
| 1940      |                      | Suspendida            | Suspendidas                     |
| 1941      |                      | Sylvain Grysolle      | Suspendidas                     |
| 1942      |                      | Karel Thijs           | Suspendidas                     |
| 1943      |                      | Marcel Kint           | Richard Depoorter               |
| 1944      |                      | Marcel Kint           | Suspendida                      |
| 1945      |                      | Marcel Kint           | Jean Engels                     |
| 1946      |                      | Désiré Keteleer       | Prosper Depredomme              |
| 1947      |                      | Ernest Sterckx        | Richard Depoorter               |
| 1948      |                      | Fermo Camellini       | Maurice Mollin                  |
| 1949      |                      | Rik Van Steenbergen   | Camille Danguillaume            |
| 1950      |                      | Fausto Coppi          | Prosper Depredomme              |
| 1951      |                      | Ferdi Kübler          | Ferdi Kübler                    |
| 1952      |                      | Ferdi Kübler          | Ferdi Kübler                    |
| 1953      |                      | Stan Ockers           | Alois De Hertog                 |
| 1954      |                      | Germain Derycke       | Marcel Ernzer                   |
| 1955      |                      | Stan Ockers           | Stan Ockers                     |
| 1956      |                      | Richard Van Genechten | Fred De Bruyne                  |
| 1957      |                      | Raymond Impanis       | Frans Schoubben Germain Derycke |
| 1958      |                      | Rik Van Steenbergen   | Fred De Bruyne                  |
| 1959      |                      | Jos Hoevenaars        | Fred De Bruyne                  |
| 1960      |                      | Pino Cerami           | Rik Van Looy                    |
| 1961      |                      | Willy Vannitsen       | Rik Van Looy                    |
| 1962      |                      | Henri De Wolf         | Jef Planckaert                  |
| 1963      |                      | Raymond Poulidor      | Frans Melckenbeeck              |
| 1964      |                      | Gilbert Desmet        | Willy Bocklant                  |
| 1965      |                      | Roberto Poggiali      | Carmine Preziosi                |
| 1966      | Jean Stablinski      | Michele Dancelli      | Jacques Anquetil                |
| 1967      | Arie Den Hartog      | Eddy Merckx           | Walter Godefroot                |
| 1968      | Harry Steevens       | Rik Van Looy          | Valere Van Sweevelt             |
| 1969      | Guido Reybrouck      | Jos Huysmans          | Eddy Merckx                     |
| 1970      | Georges Pintens      | Eddy Merckx           | Roger De Vlaeminck              |
| 1971      | Frans Verbeeck       | Roger De Vlaeminck    | Eddy Merckx                     |
| 1972      | Walter Planckaert    | Eddy Merckx           | Eddy Merckx                     |
| 1973      | Eddy Merckx          | André Dierickx        | Eddy Merckx                     |
| 1974      | Gerrie Knetemann     | Frans Verbeeck        | Georges Pintens                 |
| 1975      | Eddy Merckx          | André Dierickx        | Eddy Merckx                     |
| 1976      | Freddy Maertens      | Joop Zoetemelk        | Joseph Bruyère                  |
| 1977      | Jan Raas             | Francesco Moser       | Bernard Hinault                 |
| 1978      | Jan Raas             | Michel Laurent        | Joseph Bruyère                  |
| 1979      | Jan Raas             | Bernard Hinault       | Dietrich Thurau                 |
| 1980      | Jan Raas             | Giuseppe Saronni      | Bernard Hinault                 |
| 1981      | Bernard Hinault      | Daniel Willems        | Josef Fuchs                     |
| 1982      | Jan Raas             | Mario Beccia          | Silvano Contini                 |
| 1983      | Phil Anderson        | Bernard Hinault       | Steven Rooks                    |
| 1984      | Jacques Hanegraaf    | Kim Andersen          | Sean Kelly                      |
| 1985      | Gerrie Knetemann     | Claude Criquielion    | Moreno Argentin                 |
| 1986      | Steven Rooks         | Laurent Fignon        | Moreno Argentin                 |
| 1987      | Joop Zoetemelk       | Jean-Claude Leclercq  | Moreno Argentin                 |
| 1988      | Jelle Nijdam         | Rolf Gölz             | Adri van der Poel               |
| 1989      | Eric Van Lancker     | Claude Criquielion    | Sean Kelly                      |
| 1990      | Adri van der Poel    | Moreno Argentin       | Eric Van Lancker                |
| 1991      | Frans Maassen        | Moreno Argentin       | Moreno Argentin                 |
| 1992      | Olaf Ludwig          | Giorgio Furlan        | Dirk De Wolf                    |
| 1993      | Rolf Jaermann        | Maurizio Fondriest    | Rolf Sørensen                   |
| 1994      | Johan Museeuw        | Moreno Argentin       | Yevgeni Berzin                  |
| 1995      | Mauro Gianetti       | Laurent Jalabert      | Mauro Gianetti                  |
| 1996      | Stefano Zanini       | Lance Armstrong       | Pascal Richard                  |
| 1997      | Bjarne Riis          | Laurent Jalabert      | Michele Bartoli                 |
| 1998      | Rolf Jaermann        | Bo Hamburger          | Michele Bartoli                 |
| 1999      | Michael Boogerd      | Michele Bartoli       | Frank Vandenbroucke             |
| 2000      | Erik Zabel           | Francesco Casagrande  | Paolo Bettini                   |
| 2001      | Erik Dekker          | Rik Verbrugghe        | Oscar Camenzind                 |
| 2002      | Michele Bartoli      | Mario Aerts           | Paolo Bettini                   |
| 2003      | Alexandr Vinokourov  | Igor Astarloa         | Tyler Hamilton                  |
| 2004      | Davide Rebellin      | Davide Rebellin       | Davide Rebellin                 |
| 2005      | Danilo Di Luca       | Danilo Di Luca        | Alexandr Vinokourov             |
| 2006      | Fränk Schleck        | Alejandro Valverde    | Alejandro Valverde              |
| 2007      | Stefan Schumacher    | Davide Rebellin       | Danilo Di Luca                  |
| 2008      | Damiano Cunego       | Kim Kirchen           | Alejandro Valverde              |
| 2009      | Serguei Ivanov       | Davide Rebellin       | Andy Schleck                    |
| 2010      | Philippe Gilbert     | Cadel Evans           | Alexandr Vinokourov             |
| 2011      | Philippe Gilbert     | Philippe Gilbert      | Philippe Gilbert                |
| 2012      | Enrico Gasparotto    | Joaquim Rodríguez     | Maxim Iglinskiy                 |
| 2013      | Roman Kreuziger      | Daniel Moreno         | Daniel Martin                   |
| 2014      | Philippe Gilbert     | Alejandro Valverde    | Simon Gerrans                   |
| 2015      | Michał Kwiatkowski   | Alejandro Valverde    | Alejandro Valverde              |
| 2016      | Enrico Gasparotto    | Alejandro Valverde    | Wout Poels                      |
| 2017      | Philippe Gilbert     | Alejandro Valverde    | Alejandro Valverde              |
| 2018      | Michael Valgren      | Julian Alaphilippe    | Bob Jungels                     |
| 2019      | Mathieu van der Poel | Julian Alaphilippe    | Jakob Fuglsang                  |
| 2020      | Cancelada            | Marc Hirschi          | Primož Roglič                   |
| 2021      | Wout van Aert        | Julian Alaphilippe    | Tadej Pogačar                   |
| 2022      | Michał Kwiatkowski   | Dylan Teuns           | Remco Evenepoel                 |
| 2023      | Tadej Pogačar        | Tadej Pogačar         | Remco Evenepoel                 |
| 2024      | Thomas Pidcock       | Stephen Williams      | Tadej Pogačar                   |

## Mais vitórias
Ciclistas no ativo encontram-se assinalados a negrito
Os únicos ciclistas que conseguiram ganhar as três clássicas das Ardenas são:
| Ciclista         | Primeira Vitória | Última Vitória | AGR | FV | L-B-L | Total |
| ---------------- | ---------------- | -------------- | --- | -- | ----- | ----- |
| Eddy Merckx      | 1967             | 1975           | 2   | 3  | 5     | 10    |
| Philippe Gilbert | 2010             | 2017           | 4   | 1  | 1     | 6     |
| Bernard Hinault  | 1977             | 1983           | 1   | 2  | 2     | 5     |
| Davide Rebellin  | 2004             | 2009           | 1   | 3  | 1     | 5     |
| Michele Bartoli  | 1997             | 2002           | 1   | 1  | 2     | 4     |
| Tadej Pogačar    | 2021             | 2024           | 1   | 1  | 2     | 4     |
| Danilo Di Luca   | 2005             | 2007           | 1   | 1  | 1     | 3     |

Os ciclistas que conseguiram se impor em mais Clássicas das Ardenas:
| Ciclista            | Primeira Vitória | Última Vitória | AGR | FV | L-B-L | Total |
| ------------------- | ---------------- | -------------- | --- | -- | ----- | ----- |
| Eddy Merckx         | 1967             | 1975           | 2   | 3  | 5     | 10    |
| Alejandro Valverde  | 2006             | 2017           | 0   | 5  | 4     | 9     |
| Moreno Argentin     | 1985             | 1994           | 0   | 3  | 4     | 7     |
| Philippe Gilbert    | 2010             | 2017           | 4   | 1  | 1     | 6     |
| Jan Raas            | 1977             | 1982           | 5   | 0  | 0     | 5     |
| Bernard Hinault     | 1977             | 1983           | 1   | 2  | 2     | 5     |
| Davide Rebellin     | 2004             | 2009           | 1   | 3  | 1     | 5     |
| Ferdinand Kübler    | 1951             | 1952           | 0   | 2  | 2     | 4     |
| Michele Bartoli     | 1997             | 2002           | 1   | 1  | 2     | 4     |
| Tadej Pogačar       | 2021             | 2024           | 1   | 1  | 2     | 4     |
| Léon Houa           | 1892             | 1894           | 0   | 0  | 3     | 3     |
| Alphonse Schepers   | 1929             | 1935           | 0   | 0  | 3     | 3     |
| Marcel Kint         | 1943             | 1945           | 0   | 3  | 0     | 3     |
| Stan Ockers         | 1953             | 1955           | 0   | 2  | 1     | 3     |
| Fred De Bruyne      | 1956             | 1959           | 0   | 0  | 3     | 3     |
| Danilo Di Luca      | 2005             | 2007           | 1   | 1  | 1     | 3     |
| Alexandr Vinokourov | 2003             | 2010           | 1   | 0  | 2     | 3     |
| Julian Alaphilippe  | 2018             | 2021           | 0   | 3  | 0     | 3     |

- Apenas Davide Rebellin em 2004 e Philippe Gilbert em 2011 conseguiram ganhar as três clássicas no mesmo ano.

## Palmarés por países
| País           | Primeira Vitória | Última Vitória | AGR | FV | L-B-L | Total |
| -------------- | ---------------- | -------------- | --- | -- | ----- | ----- |
| Bélgica        | 1892             | 2023           | 14  | 39 | 61    | 114   |
| Itália         | 1948             | 2016           | 7   | 18 | 12    | 37    |
| Países Baixos  | 1960             | 2019           | 18  | 1  | 4     | 23    |
| França         | 1908             | 2021           | 2   | 11 | 5     | 18    |
| Espanha        | 2003             | 2017           | 0   | 8  | 4     | 12    |
| Suíça          | 1951             | 2020           | 3   | 3  | 6     | 12    |
| Alemanha       | 1930             | 2007           | 3   | 1  | 2     | 6     |
| Dinamarca      | 1984             | 2019           | 2   | 2  | 2     | 6     |
| Luxemburgo     | 1954             | 2018           | 1   | 1  | 3     | 5     |
| Eslovênia      | 2020             | 2024           | 1   | 1  | 3     | 5     |
| Cazaquistão    | 2003             | 2012           | 1   | 0  | 3     | 4     |
| Irlanda        | 1984             | 2013           | 0   | 0  | 3     | 3     |
| Austrália      | 1983             | 2014           | 1   | 1  | 1     | 3.    |
| Estados Unidos | 1996             | 2003           | 0   | 1  | 1     | 2     |
| Rússia         | 1994             | 2009           | 1   | 0  | 1     | 2     |
| Reino Unido    | 2024             | 2024           | 1   | 1  | 0     | 2     |
| Polónia        | 2015             | 2022           | 2   | 0  | 0     | 2     |
| Chéquia        | 2013             | 2013           | 1   | 0  | 0     | 1     |

## Corridas femininas

### Palmarés
| Ano  | Amstel Gold Race     | Flecha Valona          | Liège-Bastogne-Lièg-Lieja |
| ---- | -------------------- | ---------------------- | ------------------------- |
| 1998 |                      | Fabiana Luperini       |                           |
| 1999 | Hanka Kupfernagel    |                        |                           |
| 2000 | Geneviève Jeanson    |                        |                           |
| 2001 | Debby Mansveld       | Fabiana Luperini       |                           |
| 2002 | Leontien van Moorsel | Fabiana Luperini       |                           |
| 2003 | Nicole Cooke         | Nicole Cooke           |                           |
| 2004 | Não disputadas       | Sonia Huguet           |                           |
| 2005 | Não disputadas       | Nicole Cooke           |                           |
| 2006 | Não disputadas       | Nicole Cooke           |                           |
| 2007 | Não disputadas       | Marianne Vos           |                           |
| 2008 | Não disputadas       | Marianne Vos           |                           |
| 2009 | Não disputadas       | Marianne Vos           |                           |
| 2010 | Não disputadas       | Emma Pooley            |                           |
| 2011 | Não disputadas       | Marianne Vos           |                           |
| 2012 | Não disputadas       | Evelyn Stevens         |                           |
| 2013 | Não disputadas       | Marianne Vos           |                           |
| 2014 | Não disputadas       | Pauline Ferrand-Prévot |                           |
| 2015 | Não disputadas       | Anna van der Breggen   |                           |
| 2016 | Não disputadas       | Anna van der Breggen   |                           |
| 2017 | Anna van der Breggen | Anna van der Breggen   | Anna van der Breggen      |
| 2018 | Chantal Blaak        | Anna van der Breggen   | Anna van der Breggen      |
| 2019 | Katarzyna Niewiadoma | Anna van der Breggen   | Annemiek van Vleuten      |
| 2020 | não disputada        | Anna van der Breggen   | Elizabeth Deignan         |
| 2021 | Marianne Vos         | Anna van der Breggen   | Demi Vollering            |
| 2022 | Marta Cavalli        | Marta Cavalli          | Annemiek van Vleuten      |
| 2023 | Demi Vollering       | Demi Vollering         | Demi Vollering            |
| 2024 | Marianne Vos         | Katarzyna Niewiadoma   | Grace Brown               |

### Más victorias
| Ciclista             | Primeira Vitória | Última Vit+oria | AGR | FV | L-B-L | Total |
| -------------------- | ---------------- | --------------- | --- | -- | ----- | ----- |
| Anna van der Breggen | 2015             | 2018            | 1   | 7  | 2     | 10    |
| Marianne Vos         | 2007             | 2024            | 2   | 5  | 0     | 7     |
| Nicole Cooke         | 2003             | 2006            | 1   | 3  | 0     | 4     |
| Demi Vollering       | 2021             | 2023            | 1   | 1  | 2     | 4     |
| Fabiana Luperini     | 2003             | 2006            | 0   | 3  | 0     | 3     |

- Apenas Anna van der Breggen em 2017 e Demi Vollering em 2023 conseguiram ganhar as três clássicas no mesmo ano.